# Општина Кладањ
Општина Кладањ се простире долином реке Дрињаче, у подножју планине Коњух. Насеље Кладањ је смјештено на путу Жупања–Тузла–Сарајево. Општина Кладањ се налази у Тузланском кантону, у Босни и Херцеговини.

## Географија
Надморска висина је 560 метара, површина општине износи 325 км². На овом подручју је 1991. живјело 16.028 становника. Подручје је богато шумом, добре изворске воде су присутне на скоро свим подручјима Кладња. Кладањ је град паркова, зимских скијашких центара и излетишта.

## Насељена мјеста
Братељевићи, Брдијељи, Бргуле, Брлошци, Бушево, Цријевчићи, Доле (дио), Гојаковићи, Гојсалићи, Голетићи, Јелачићи (дио), Јошје, Каштјељ (дио), Кладањ, Коњевићи, Ковачићи, Кривајевићи, Лупоглаво, Мајдан (дио), Мала Кула, Матијевићи, Младово, Ноћајевићи, Обрћевац, Оловци, Пауч, Пелемиши (дио), Пепићи, Плаховићи, Пријановићи, Пријевор, Равне, Рујићи, Старић, Ступари — Центар, Ступари — Ново Насеље, Ступари — Село, Суљићи, Тарево, Тухољ, Велика Кула, Врановићи, Вучинићи и Заграђе.
Послије потписивања Дејтонског споразума највећи дио општине Кладањ ушао је у састав Федерације БиХ. У састав Републике Српске ушло је насељено мјесто Мајдан и дијелови насељених мјеста: Доле, Јелачићи и Пелемиши.

## Историја
Град Кладањ први пут се спомиње у 12. веку, тачније 1138. године, у списима мађарског великана, и кроз цео средњи век постоји као урбана средина.
Током маја и почетка јуна 1992, припадници ТО општине Кладањ су извршили напад на 9 српских насеља у овој општини, током кога је протјерано око 3.000 Срба. Приликом напада је убијено 13 Срба, а 150 је заробљено у логору Ступари, гдје су остали заточени годину и по дана.

## Привреда
Носилац развоја је дрвна индустрија „Соколина“, која уз живинички „Коњух“ представља највиталнији привредни капацитет града. Експлоатација шума почело је још у аустроугарском периоду. Поред дрвнопрерађивачке индустрије, постоје и погони текстила и производња магнезита. Подручје Кладња има повољне услове за зимски туризам, за лов на крупну дивљач и за риболов. Кладањ је чувен и по минералној води.

## Становништво
По последњем службеном попису становништва из 1991. године, општина Кладањ је имала 16.070 становника, распоређених у 43 насељена места.
Према подацима из 2011. године, на подручје општине се вратило 10 Срба повратника.
| Становништво општине Кладањ |                 |                 |                |
| година пописа               | 1991.           | 1981.           | 1971.          |
| Муслимани                   | 11.621 (72,31%) | 10.578 (67,62%) | 9.300 (66,35%) |
| Срби                        | 3.952 (24,59%)  | 4.323 (27,63%)  | 4.487 (32,01%) |
| Хрвати                      | 36 (0,22%)      | 40 (0,25%)      | 66 (0,47%)     |
| Југословени                 | 277 (1,72%)     | 538 (3,43%)     | 63 (0,44%)     |
| остали и непознато          | 184 (1,14%)     | 162 (1,03%)     | 99 (0,70%)     |
| укупно                      | 16.070          | 15.641          | 14.015         |

1. ↑  Муслимани се данас изјашњавају као Бошњаци.